# Instituto de Vivienda de Corrientes
El Instituto de Vivienda de Corrientes (INVICO) es un organismo autónomo de la Provincia de Corrientes, Argentina, que tiene como meta principal resolver la problemática de la vivienda en su provincia. Fue creado en 1978 y tiene su sede central en la ciudad de Corrientes.

## Historia
El INVICO reemplazó a la Dirección de Promoción Habitacional. Su primera obra fue la adjudicación de viviendas del programa denominado 1000 viviendas Ex Aero Club, en la ciudad de Corrientes. Otra de sus primeras tareas fue el orden de las documentaciones de otros barrios en la ciudad capital y las más importantes del interior. Con el paso del tiempo se fueron instrumentando políticas también en localidades más pequeñas.
Desde su creación se crearon 1.823 viviendas anuales en promedio.

## Equipamientos comunitarios e infraestructura de servicio
El Instituto ha construido obras de equipamientos comunitarios e infraestructuras de servicio, como ser escuelas primarias y secundarias, jardines maternales, guarderías, salas de primeros auxilios, asilos de ancianos, hospitales, centros comerciales dentro de los grupos habitacionales, redes de agua, cloaca, eléctricas, pavimentos, desagües pluviales, plantas de tratamiento de excretas.